# Mesquita (Rio de Janeiro)
Mesquita è un comune del Brasile nello Stato di Rio de Janeiro, parte della mesoregione Metropolitana di Rio de Janeiro e della microregione di Rio de Janeiro.
Il comune è stato istituito nel 1999 per distacco dal comune di Nova Iguaçu.